# Formidable (La Toya Jackson)
Formidable è la colonna sonora dello spettacolo che la cantautrice e ballerina statunitense LaToya Jackson tenne al Moulin Rouge di Parigi, Francia nel 1992.
Durante la promozione dello spettacolo la Jackson rese un omaggio a La Goulue visitando la sua tomba al cimitero di Montmartre e parlò di Joséphine Baker come di un personaggio che aveva avuto un'influenza nella realizzazione del lavoro.
Il periodico L'Express salutò la cantante come "la nuova Josephine Baker". Secondo l'accademica Bennetta Jules-Rosette, "Grazie ad un'attenta pianificazione, è stata in grado di costruire una parte del suo successo all'estero sui caratteri principali di un'immagine alla Baker. Jackson esemplifica la nozione di Baudrillard che né il messaggio né il contenuto contano quanto la referenzialità del significante nel discorso performativo postmoderno".
LaToya Jackson rappresentò l'attrazione principale al Moulin Rouge per quattro mesi, dopodiché rescisse il contratto e fu condannata dai tribunali francesi a pagare 550.000 dollari di danno ai proprietari del Moulin Rouge.
Ne furono stampate e vendute solo 3 000 copie, che la resero una rarità.

## Tracce
1. Les Doriss Girls
2. Les touristes – 1:59
3. Formidable* – 3:23
4. Paris en rose – 3:00
5. À Paris, les femmes ressemblent à des fleurs* – 2:38
6. Les garçons du désert* – 2:30
7. Le marche – 1:49
8. Les filles aux serpents – 0:35
9. Night Club* – 2:56
10. Les crocodiles – 3:28
11. Les tapis volants* – 1:38
12. La fontaine lumineuse* – 2:17
13. Allons à L'opera – 4:27
14. Valses de Vienne – 2:54
15. French Cancan – 6:15
16. La danse nouvelle - Jeanne Avril et Bruant* – 2:37
17. Une pensée pour Maurice – 1:45
18. Un clin d'œil à Joséphine – 1:44
19. Locomotion – 2:52
20. French Medley (Non, je ne regrette rien, La vie en rose, Paris, je t'aime)* – 3:05
21. Grand final blanc et rouge - Formidable* – 3:17

Nota
- L'asterisco (*) denota le canzoni interpretate da La Toya.